# Ingrid Östergren
Ingrid Ann-Marie Östergren, född 1 april 1923 i Norrtälje, död 22 juli 2014 i Oscars församling i Stockholm, var en svensk skådespelare.
Hon gifte sig 1952 med löjtnant Douglas Wijkander  och är gravsatt i minneslunden på Galärvarvskyrkogården i Stockholm.

## Filmografi
- 1942 – Bambi (röst)
- 1944 – Vi behöver varann
- 1945 – Flickorna i Småland
- 1946 – Saltstänk och krutgubbar
- 1947 – Får jag lov, magistern!
- 1947 – Maj på Malö
- 1950 – Anderssonskans Kalle
- 1952 – Möte med livet

## Teater

### Roller
| År   | Roll           | Produktion                                                    | Regi                | Teater                   |
| ---- | -------------- | ------------------------------------------------------------- | ------------------- | ------------------------ |
| 1943 | Yvonne Tardif  | Jag har rätt att älska (La femme en fleur) Denys Amiel        | Per-Axel Branner    | Nya Teatern              |
| 1943 | Muriel Foster  | Sex i elden (Out of the Frying Pan) Francis Swann             | Per-Axel Branner    | Nya Teatern              |
| 1944 | Medverkande    | Tjugo svarta fötter, revy Stig Bergendorff och Gösta Bernhard | Gösta Terserus      | Casinoteatern            |
| 1946 | Medverkande    | Luddes expo, revy Charles Henry och Karl-Ewert                | Werner Ohlson       | Odeonteatern, Stockholm  |
| 1948 | Billie Dawn    | Född i går Garson Kanin                                       | Gunnar Ekström      | Helsingborgs stadsteater |
| 1948 | Susanne        | Kamma noll Ingmar Bergman                                     | Lars-Levi Læstadius | Helsingborgs stadsteater |
| 1948 | Medverkande    | Titt in på Tittut, revy Rune Moberg och Tylle Herlin          | Lars-Levi Læstadius | Helsingborgs stadsteater |
| 1949 | Mariane        | Tartuffe Molière                                              | Lars-Levi Læstadius | Helsingborgs stadsteater |
| 1949 | Eunice Hubbell | Längtans spårvagn Tennessee Williams                          | Lars-Levi Læstadius | Helsingborgs stadsteater |
| 1949 | Diana Lake     | Diana går på jakt Terence Rattigan                            | Gunnar Ekström      | Helsingborgs stadsteater |
| 1949 | Miss Eriksen   | Fröjd för stunden Noël Coward                                 | Lars-Levi Læstadius | Helsingborgs stadsteater |
| 1949 | Estelle        | Slutna dörrar Jean-Paul Sartre                                | Arne Ragneborn      | Helsingborgs stadsteater |
| 1949 | Andra systern  | Askungen                                                      | Arne Ragneborn      | Helsingborgs stadsteater |
| 1950 | Jane           | Moony's grabb gråter inte Tennessee Williams                  | Mats Johansson      | Helsingborgs stadsteater |
| 1950 | Violet         | Fallet Winslow The Winslow Boy Terence Rattigan               | Börje Nyberg        | Helsingborgs stadsteater |
| 1950 |                | Lycklig som Larry Donagh MacDonagh                            | John Zacharias      | Helsingborgs stadsteater |
| 1950 |                | Simon trollkarlen Tore Zetterholm                             | Ingrid Luterkort    | Helsingborgs stadsteater |
| 1951 | Nina           | Millionären från Peru Hans Adler och Alexander Steinbrecher   | John Zacharias      | Helsingborgs stadsteater |
| 1951 | Adele          | Adèle ser i syne Pierre Barillet och Jean-Pierre Grédy        | Keve Hjelm          | Helsingborgs stadsteater |